# Villa Volpicelli (Posillipo)

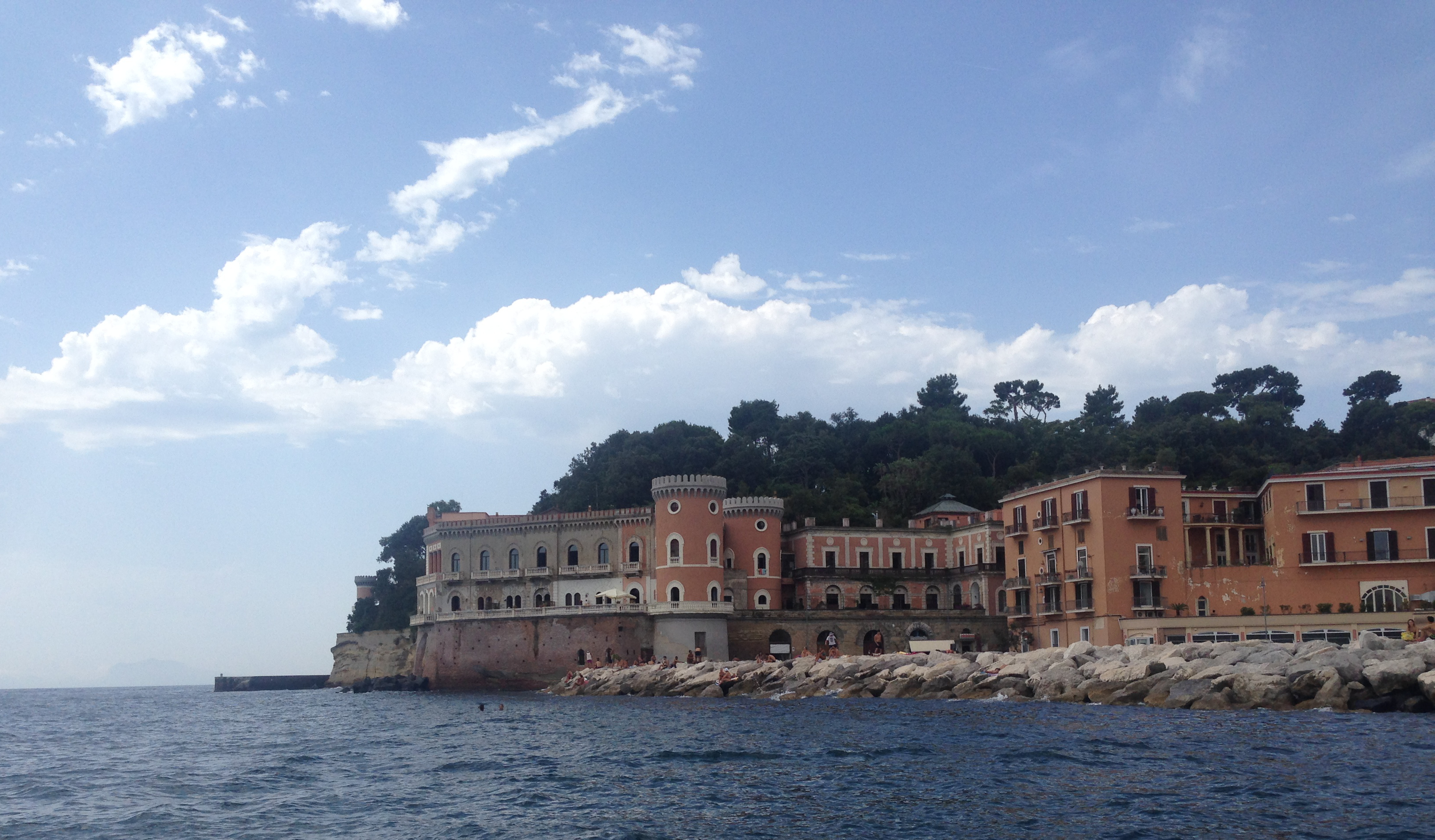
Villa Volpicelli im neapolitanischen Ortsteil Posillipo

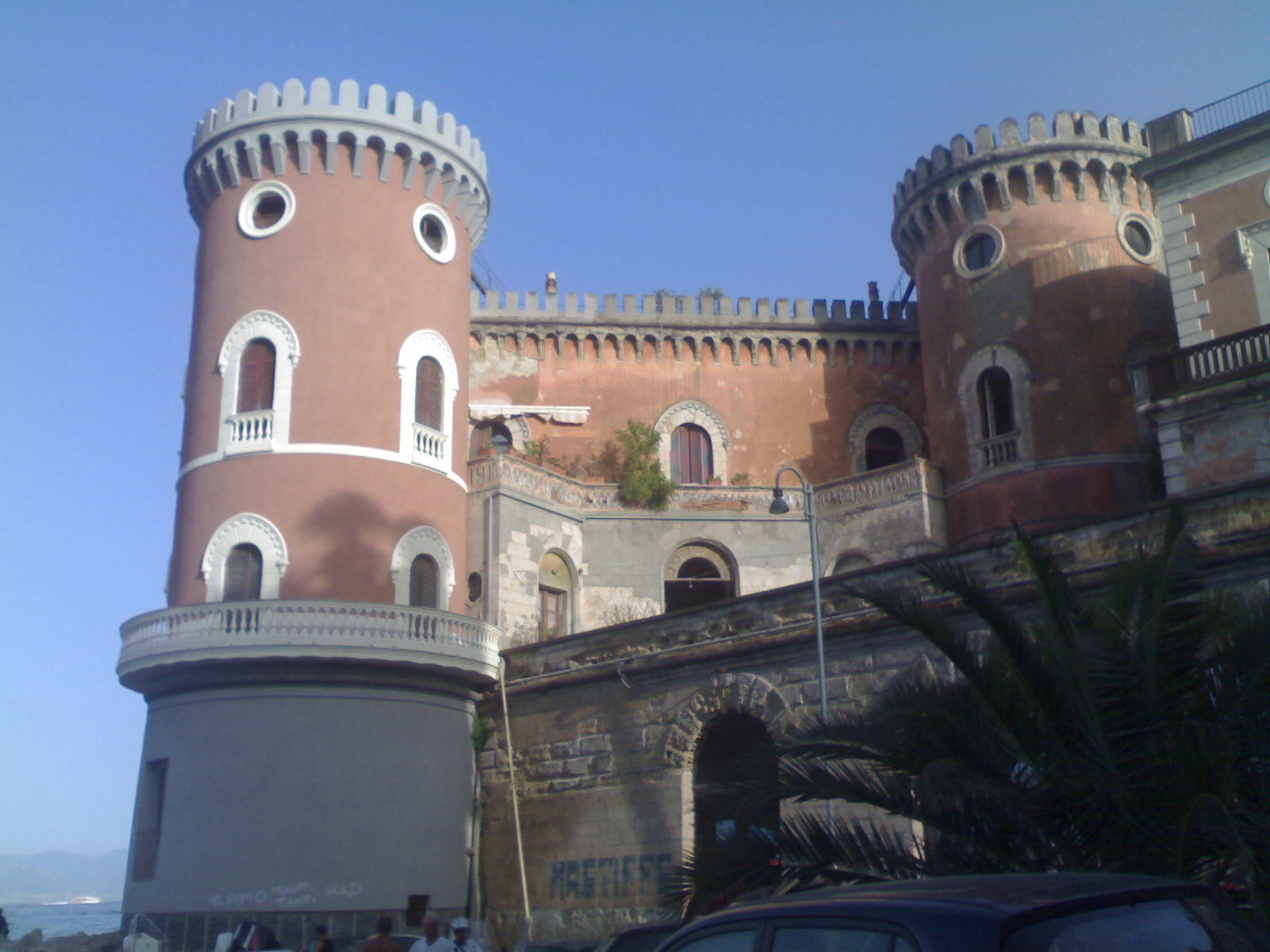
Detail der Türme

Die Villa Volpicelli ist eine Villa aus dem 17. Jahrhundert im Stadtviertel Posillipo von Neapel in der italienischen Region Kampanien. Sie liegt in der Via Ferdinando Russo, 4.

## Geschichte
Die Villa ist bereits in der Stadtansicht von Alessandro Baratta aus dem Jahre 1629 enthalten, in der der hohe, zylindrische Turm des von Pietro Santacroce entworfenen befestigten Gebäudes klar zu erkennen ist. Später kam das Gebäude in staatlichen Besitz und wurde auch als Fortino (kleine Festung) oder Torretta (Turm) bezeichnet, z. B. auf der Stadtkarte von Giovanni Carafa di Noja aus dem Jahr 1775, wo sie als „Cas. di Schitella e Fortino appreso“ in Erinnerung an die Nutzung durch die Familie Pinto, Herzöge von Ischitella, eingetragen ist. 1884 kaufte Raffaele Volpicelli die Villa und beauftragte sofort Umbauarbeiten, um das ursprüngliche Aussehen wiederherzustellen.
Heute gehört die Villa zu den schönsten in Posillipo. Von besonderem Interesse ist ihr weitläufiger Garten, den eine Umfassungsmauer schützt. Dieser erstreckt sich Richtung Meer und grenzt an das Anwesen der Villa Rosebery.
Seit 2004 entstehen dort die Außenaufnahmen zur Seifenoper Un posto al sole von Rai 3, in der sie das Äußere des Palazzo Palladini darstellt, das Mietshaus, in dem die Handlung spielt. Vorher diente ein weiterer Palast in Posillipo, die Villa Rocca Matilde, als Drehort.